# Escondeaux
Escondeaux (okzitanisch: Los Condaus) ist eine französische Gemeinde mit 281 Einwohnern (Stand: 1. Januar 2022) im Département Hautes-Pyrénées in der Region Okzitanien (bis 2015 Midi-Pyrénées). Sie gehört zum Arrondissement Tarbes und zum Gemeindeverband  Adour Madiran. Die Bewohner nennen sich Escondolais.

## Geografie
Die Gemeinde Escondeaux liegt im Norden der historischen Landschaft Bigorre, etwa 13 Kilometer nördlich von Tarbes und 42 Kilometer östlich von Pau. Obwohl dem Département Hautes-Pyrénées (Hohe Pyrenäen) zugehörig, liegt die Gemeinde in einem ausgesprochen flachen Tieflandgebiet, ca. 235 m über dem Meer. Das 379 ha umfassende Gemeindegebiet hat eine Nord-Süd-Ausdehnung von ca. fünf Kilometern, in Ost-West-Richtung aber nur von 500 bis 800 Metern. Das Gemeindeareal ist tischeben mit einer leichten Neigung nach Norden (10 Höhenmeter auf 5 Kilometern Länge). Die westliche Gemeindegrenze markiert die Aule, ein Nebenfluss des Estéous, die Ostgrenze verläuft teilweise entlang des Canal d’Alaric, einem Seitenkanals des Adour. Zwischen die beiden Flüsse zwängt sich noch das Flüsschen Oussette – ebenfalls in Süd-Nord-Richtung fließend. Bis auf kleine Auwaldreste und Obstbaumhaine ist das Gemeindegebiet waldlos und von weiten Acker- und Weideflächen geprägt. Zur Gemeinde zählt der Weiler Guillamots.
Umgeben wird Escondeaux von den Nachbargemeinden Rabastens-de-Bigorre im Norden, Lacassagne im Nordosten, Lescurry im Osten, Dours im Süden, Tostat im Südwesten sowie Bazillac im Nordwesten.

## Ortsname
Das Dorf taucht erstmals im Jahr 1429 unter den gaskognischen und lateinischen Namen lo Candau, lo Condau de Rabastenx, lo deu Contau, lo deu Condau loquau und la billa d'Arebastenx auf. Der Ortsname entwickelte sich über Condeaux und Condaux (1739), Escondaux, (1790) und Les Condaux auf einer Cassini-Karte Ende des 18. Jahrhunderts zum ab 1845 und bis heute gebräuchlichen Escondeaux.

## Geschichte
Die Gemeinde entstand 1845 durch die Herauslösung aus dem Gemeindegebiet von Rabastens-de-Bigorre.

### Bevölkerungsentwicklung
| Jahr                       | 1962 | 1968 | 1975 | 1982 | 1990 | 1999 | 2006 | 2012 | 2021 |
| -------------------------- | ---- | ---- | ---- | ---- | ---- | ---- | ---- | ---- | ---- |
| Einwohner                  | 144  | 143  | 146  | 153  | 213  | 212  | 240  | 269  | 281  |
| Quellen: Cassini und INSEE |      |      |      |      |      |      |      |      |      |

Im Jahr 1968 wurde mit 143 Bewohnern die bisher niedrigste Einwohnerzahl ermittelt. Die Zahlen basieren auf den Daten von cassini.ehess und INSEE.

## Sehenswürdigkeiten

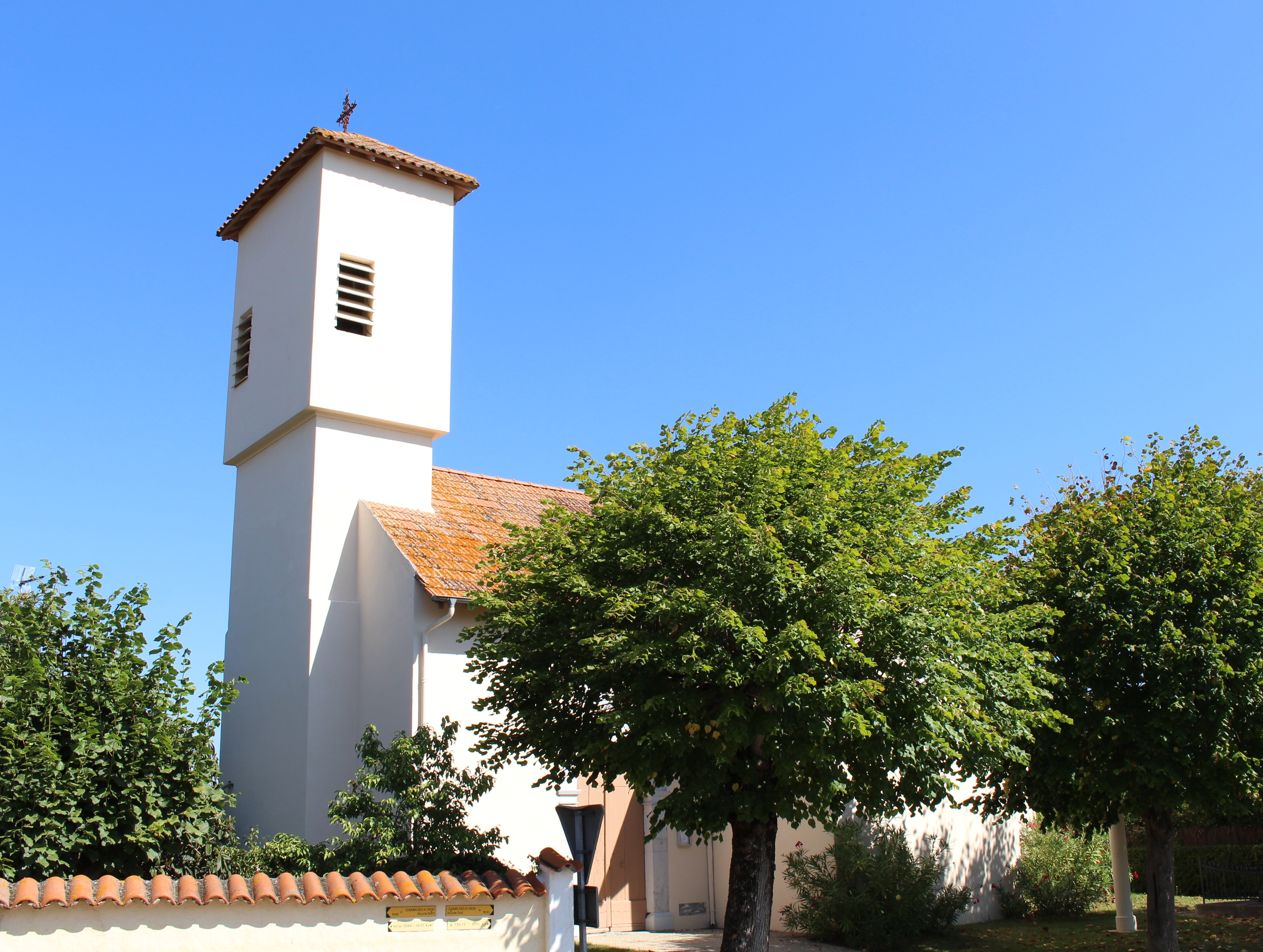
Kirche Saint-Jean-Baptiste
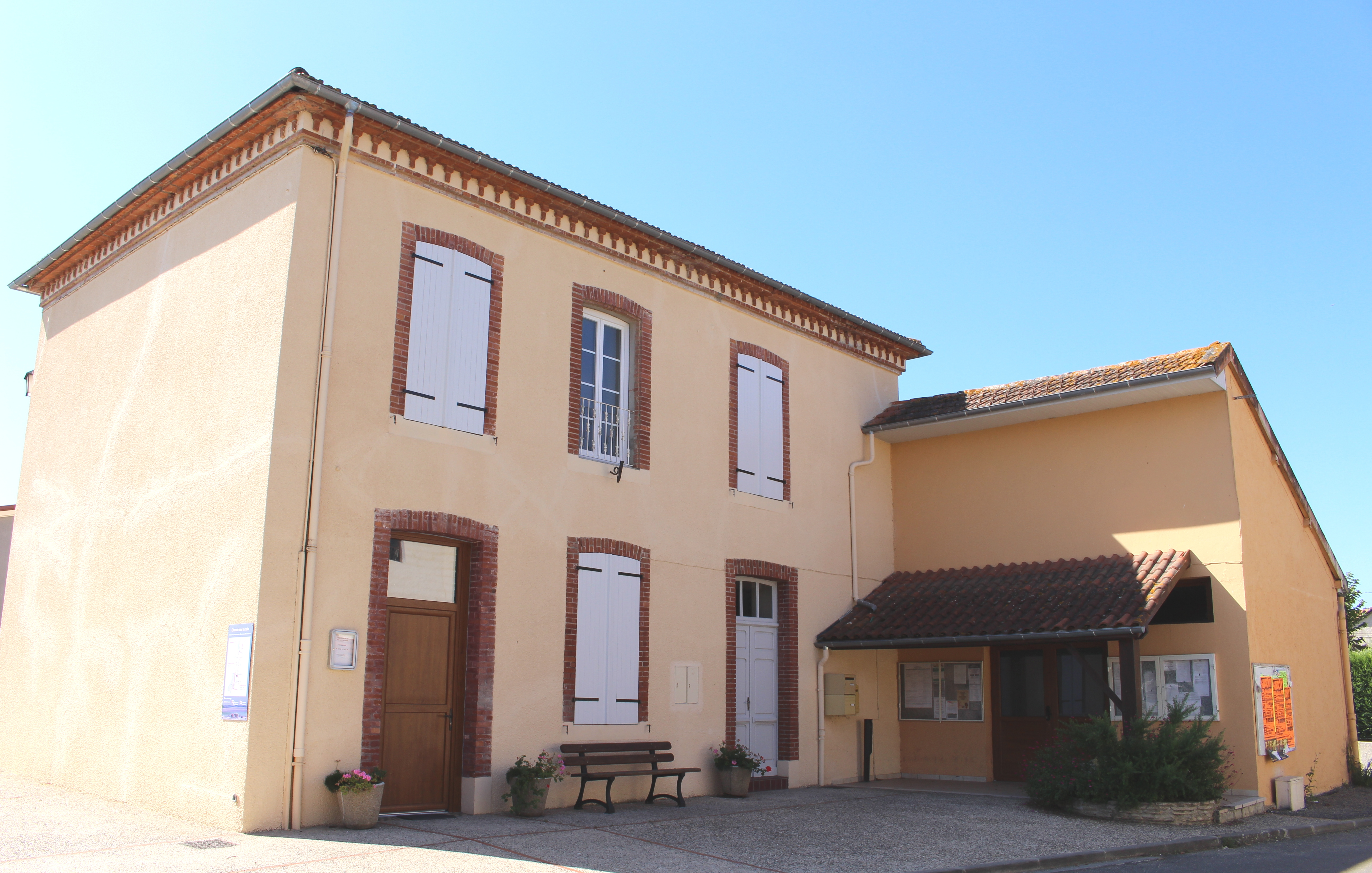
Rathaus (mairie)
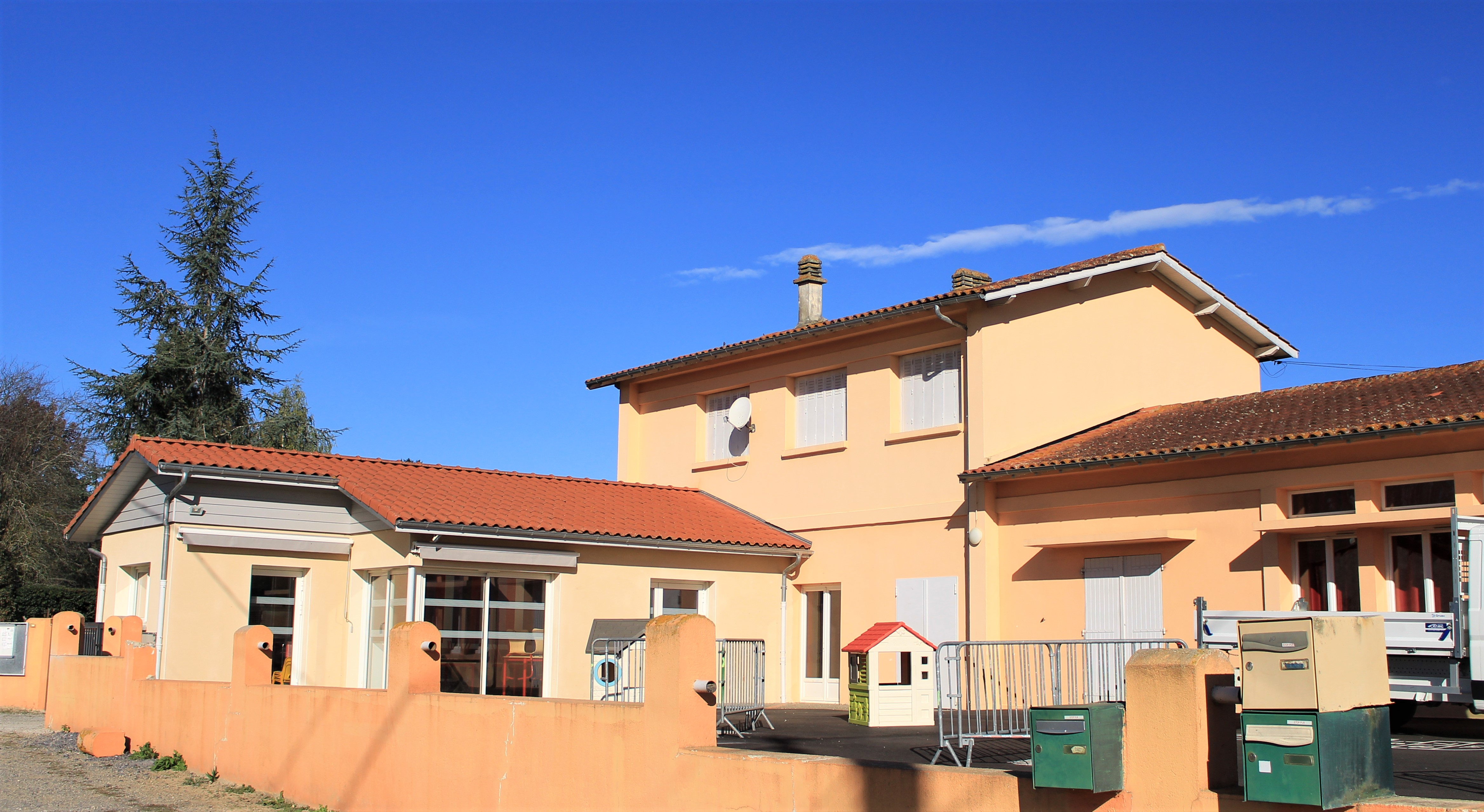
Schule
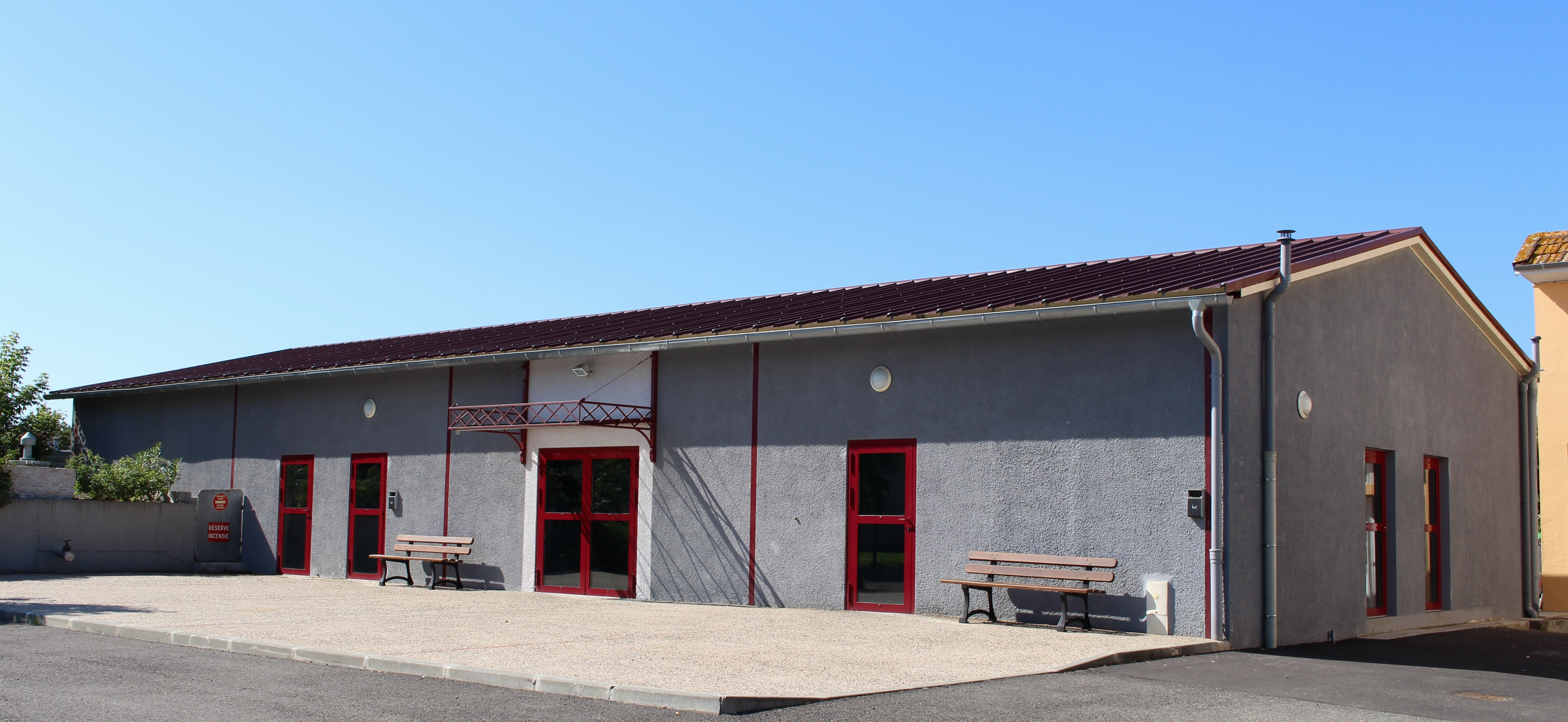
Gemeindefestsaal

- Flurkreuze
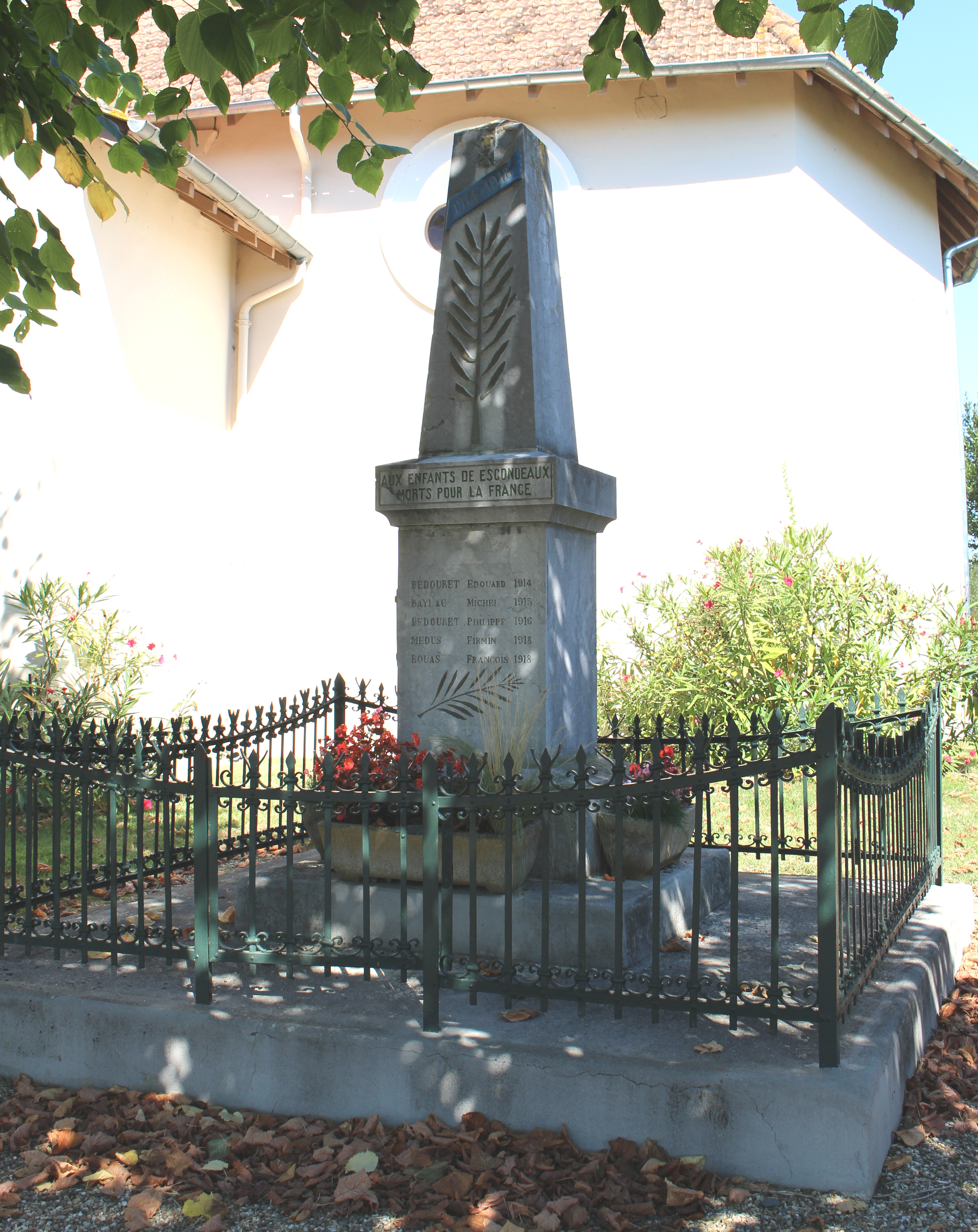
Gefallenendenkmal

- Kirche Saint-Jean-Baptiste
- Rathaus (mairie)
- Schule
- Gemeindefestsaal
- Gefallenendenkmal

## Wirtschaft und Infrastruktur
Die flache Flusslandschaft in der Gemeinde Escondeaux wird von elf Landwirtschaftsbetrieben bewirtschaftet (Getreideanbau und Rinderzucht).
Durch Escondeaux führt die Route nationale 21 von Tarbes nach Auch, die hier auf 20 Kilometern Länge keine Kurve aufweist. Weitere Straßenverbindungen bestehen in alle Nachbargemeinden sowie nach Ugnouas und Castéra-Lou. Im 13 Kilometer entfernten Tarbes besteht ein Anschluss an die Autoroute A64.

## Belege
1. ↑  Dictionnaire toponymique des communes des Hautes-Pyrénées von Michel Grosclaude und Jean-François Le Nail
2. ↑  Ortsname auf cassini.ehess.fr
3. ↑  Escondeaux auf cassini.ehess
4. ↑  Escondeaux auf INSEE
5. ↑  Landwirtschaftsbetriebe auf annuaire-mairie.fr (französisch)